# Neon Nature Tour
A Neon Nature Tour é a terceira turnê da cantora galesa Marina Diamandis, conhecida profissionalmente como Marina and the Diamonds. Foi realizada em apoio ao seu terceiro álbum de estúdio, Froot (2015). A turnê começou em 12 de outubro de 2015 no House of Blues em Houston e foi concluida em 16 de março de 2016 no Teatro Vorterix em Buenos Aires. Com um total de 48 shows a turnê passou por países da Europa, América do Norte e América do Sul.

## Setlist
Ato 1: The Family Jewels
1. "Mowgli's Road"
2. "I Am Not A Robot"
3. "Oh No!"
4. "Obsessions"
5. "Hollywood"

Ato 2: Electra Heart
1. "Bubblegum Bitch"
2. "Teen Idle"
3. "How To Be A Heartbreaker"
4. "Primadonna"
5. "Lies"

Ato 3: Froot
1. "FROOT"
2. "Savages"
3. "Can't Pin Me Down"
4. "I'm A Ruin"
5. "Forget"
6. "Immortal"

Encore
1. "Happy"
2. "Blue"

## Shows
| Data                    | Cidade           | País             | Arena                             | Ato de abertura          | Audiência        | Receita          |
| America do Norte        | America do Norte | America do Norte | America do Norte                  | America do Norte         | America do Norte | America do Norte |
| ----------------------- | ---------------- | ---------------- | --------------------------------- | ------------------------ | ---------------- | ---------------- |
| 12 de Outubro de 2015   | Houston          | Estados Unidos   | Revention Music Center            | Shamir                   | —                | —                |
| 13 de Outubro de 2015   | Austin           | Estados Unidos   | Stubb's Waller Creek Amphitheater | Shamir                   | 2,200 / 2,200    | US$61,600        |
| 14 de Outubro de 2015   | Dallas           | Estados Unidos   | South Side Ballroom               | Shamir                   | —                | —                |
| 16 de Outubro de 2015   | Tempe            | Estados Unidos   | Marquee Theatre                   | Shamir                   | —                | —                |
| 17 de Outubro de 2015   | Pomona           | Estados Unidos   | Pomona Fox Theater                | Christine and the Queens | 2,000 / 2,000    | US$60,000        |
| 19 de Outubro de 2015   | Los Angeles      | Estados Unidos   | Greek Theatre                     | Christine and the Queens | —                | —                |
| 20 de Outubro de 2015   | Oakland          | Estados Unidos   | Fox Oakland Theatre               | Christine and the Queens | —                | —                |
| 21 de Outubro de 2015   | Oakland          | Estados Unidos   | Fox Oakland Theatre               | Christine and the Queens | 2,800 / 2,800    | US$98,000        |
| 23 de Outubro de 2015   | Portland         | Estados Unidos   | Roseland Theater                  | Christine and the Queens | —                | —                |
| 24 de Outubro de 2015   | Vancouver        | Canadá           | Commodore Ballroom                | Christine and the Queens | —                | —                |
| 25 de Outubro de 2015   | Seattle          | Estados Unidos   | Paramount Theatre                 | Christine and the Queens | —                | —                |
| 27 de Outubro de 2015   | Salt Lake City   | Estados Unidos   | The Complex                       | Christine and the Queens | —                | —                |
| 28 de Outubro de 2015   | Denver           | Estados Unidos   | Ogden Theatre                     | Christine and the Queens | —                | —                |
| 30 de Outubro de 2015   | Mineápolis       | Estados Unidos   | Northrop Auditorium               | Christine and the Queens | —                | —                |
| 31 de Outubro de 2015   | Chicago          | Estados Unidos   | Riviera Theatre                   | Christine and the Queens | 2,510 / 2,510    | US$77,810        |
| 2 de Novembro de 2015   | Toronto          | Canadá           | The Sound Academy                 | Christine and the Queens | —                | —                |
| 3 de Novembro de 2015   | Montreal         | Canadá           | Métropolis                        | Christine and the Queens | 2,274 / 2,274    | US$60,882        |
| 4 de Novembro de 2015   | Boston           | Estados Unidos   | House of Blues                    | Christine and the Queens | —                | —                |
| 6 de Novembro de 2015   | Washington, D.C. | Estados Unidos   | Lincoln Theatre                   | Christine and the Queens | —                | —                |
| 7 de Novembro de 2015   | Filadélfia       | Estados Unidos   | Electric Factory                  | Christine and the Queens | —                | —                |
| 9 de Novembro de 2015   | Nova Iorque      | Estados Unidos   | Terminal 5                        | Christine and the Queens | —                | —                |
| 10 de Novembro de 2015  | Nova Iorque      | Estados Unidos   | Terminal 5                        | Christine and the Queens | —                | —                |
| Europa                  |                  |                  |                                   |                          |                  |                  |
| 20 de Novembro de 2015  | Cambridge        | Inglaterra       | Corn Exchange                     | Clock Opera              | —                | —                |
| 21 de Novembro de 2015  | Bournemouth      | Inglaterra       | O2 Academy Bournemouth            | Clock Opera              | —                | —                |
| 23 de Novembro de 2015  | Manchester       | Inglaterra       | The Ritz                          | RIVRS                    | —                | —                |
| 24 de Novembro de 2015  | Newcastle        | Inglaterra       | O2 Academy Newcastle              | RIVRS                    | —                | —                |
| 25 de Novembro de 2015  | Glasgow          | Escócia          | O2 ABC Glasgow                    | Clock Opera              | —                | —                |
| 27 de Novembro de 2015  | Birmingham       | Inglaterra       | The Institute                     | Clock Opera              | —                | —                |
| 28 de Novembro de 2015  | Cardiff          | País de Gales    | The Great Hall                    | Clock Opera              | —                | —                |
| 1 de Dezembro de 2015   | Belfast          | Irlanda do Norte | The Limelight                     | Clock Opera              | —                | —                |
| 2 de Dezembro de 2015   | Dublin           | Irlanda          | The Academy                       | Clock Opera              | —                | —                |
| 3 de Dezembro de 2015   | Dublin           | Irlanda          | The Academy                       | Clock Opera              | —                | —                |
| 6 de Dezembro de 2015   | Londres          | Inglaterra       | London Palladium                  | Clock Opera              | —                | —                |
| 16 de Fevereiro de 2016 | Glasgow          | Escócia          | O2 Academy Glasgow                | KLOE                     | —                | —                |
| 17 de Fevereiro de 2016 | Leeds            | Inglaterra       | O2 Academy Leeds                  | Shura                    | —                | —                |
| 18 de Fevereiro de 2016 | Manchester       | Inglaterra       | Manchester Academy                | Shura                    | —                | —                |
| 20 de Fevereiro de 2016 | Londres          | Inglaterra       | The Roundhouse                    | Shura                    | —                | —                |
| 21 de Fevereiro de 2016 | Londres          | Inglaterra       | The Roundhouse                    | Shura                    | —                | —                |
| 24 de Fevereiro de 2016 | Bruxelas         | Bélgica          | Cirque Royal                      | Aprile                   | —                | —                |
| 25 de Fevereiro de 2016 | Utrecht          | Países Baixos    | Tivoli                            | LGHTNNG                  | —                | —                |
| 26 de Fevereiro de 2016 | The Hague        | Países Baixos    | Paard van Troje                   | PollyAnna                | —                | —                |
| 28 de Fevereiro de 2016 | Tourcoing        | França           | Le Grand Mix                      | LYS                      | —                | —                |
| 29 de Fevereiro de 2016 | Stuttgart        | Alemanha         | Im Wizemann                       | —                        | —                | —                |
| 2 de Março de 2016      | Praga            | República Checa  | Incheba Arena                     | Light & Love             | —                | —                |
| 3 de Março de 2016      | Budapeste        | Hungria          | Akvárium Klub                     | Mary PopKids             | —                | —                |
| 5 de Março de 2016      | Atenas           | Grécia           | Piraeus Academy                   | Ilia Darlin              | —                | —                |
| América do Sul          |                  |                  |                                   |                          |                  |                  |
| 11 de Março de 2016     | São Paulo        | Brasil           | Audio Club                        | —                        | —                | —                |
| 16 de Março de 2016     | Buenos Aires     | Argentina        | Teatro Vorterix                   | —                        | —                | —                |
| Total                   | Total            | Total            | Total                             | Total                    | 11,784 / 11,784  | US$357,692       |

No Brasil a Neon Nature Tour veio de surpresa, enquanto Marina fazia seu primeiro show no Brasil, no Lollapalloza, ela declarou que o show dela não iria ser um show de eventos, e sim mais um show da Neon Nature Tour que todos já acreditavam como terminada.